# Lama drop-point

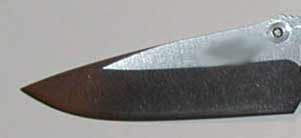
Lama drop-point

La lama drop-point è una forma di lama che si sviluppa su tutta l'anima della lama, dal manico del coltello alla punta. La lama drop-point è disegno comune per i coltelli da caccia.
La curva all'apice della lama drop-point è sempre convessa, distinta da quella della lama clip-point.